# Diamant cuallarg
El diamant cuallarg (Poephila acuticauda) és una espècie comuna d'ocells estríldids oposats al nord d'Austràlia.
S'ha estimat que habita una extensió de territori que va entre 1.000.000 i 10.000.000 km², des d'Austràlia Occidental fins a Queensland.